# Orient (Iowa)
Orient è un comune degli Stati Uniti d'America, situato nello Stato dell'Iowa, nella contea di Adair.